# Maître Jacques
 (octobre 2017).
- Si vous ne connaissez pas le sujet, laissez ce bandeau (vous pouvez alors contacter les auteurs).
- Si vous supprimez le contenu mis en cause (vous pouvez préalablement contacter les auteurs),

argumentez précisément cette suppression dans la page de discussion
(un manque de référence n'est pas un argument ; une recherche réelle de référence doit avoir été effectuée, être formellement documentée).
 (octobre 2017).
Si vous disposez d'ouvrages ou d'articles de référence ou si vous connaissez des sites web de qualité traitant du thème abordé ici, merci de compléter l'article en donnant les références utiles à sa vérifiabilité et en les liant à la section « Notes et références ».
Maître Jacques est un personnage symbolique du Compagnonnage.
On peut rapprocher ce titre à plusieurs personnages et événements ayant existé ou non.

## Compagnons du devoir
Il pourrait être un des trois personnages légendaires de la construction du premier Temple de Jérusalem : Hiram le maître d'œuvre (architecte de nos jours), bronzier de son état, envoyé à Salomon par Hiram Ier, roi de Tyr.
Maître Jacques aurait été le chef des compagnons Tailleurs de pierre et Père Soubise celui des compagnons Charpentiers. Il serait arrivé sur notre sol après la mort de Salomon et la dispersion des Ouvriers du Temple.
Son tombeau serait celui d'un inconnu  situé dans la grotte de la Sainte-Baume.

## Templier
Il s'agirait de Jacques de Molay, grand Maître des Templiers (les chevaliers du Temple), qui étaient de grands constructeurs.

## Compagnon à Sainte Croix d'Orléans
Il pourrait être Jacques Moler, un des deux maîtres d'œuvre de la cathédrale Sainte-Croix d'Orléans pour les tailleurs de pierre, l'autre étant Soubise de Nogent, pour les charpentiers.
Orléans serait le lieu de la grande scission du Compagnonnage à la suite de la révocation de l'édit de Nantes ; une partie des Compagnons sont restés fidèle à la religion catholique les Compagnons du Devoir sous l'égide de Maitre Jacques pour les Tailleurs de pierre, les menuisiers et les serruriers ; les charpentiers sous celle du Père Soubise.

## Jacques de Saint-Georges
Fils de Maître Jean, architecte-maçon au service de la maison de Savoie, Jacques de Saint-Georges (~1230 - 1309), dit Maître Jacques, a construit de nombreux châteaux en Savoie, en Dauphiné, puis en Angleterre et au pays de Galles.